# 1987年香港
|        | 香港歷史 \| 香港歷史年表                                                                                                   |
| 世紀： | 19世紀香港 \| 20世紀香港 \| 21世紀香港                                                                                     |
| 年代： | 1950年代香港 \| 1960年代香港 \| 1970年代香港 \| 1980年代香港 \| 1990年代香港 \| 2000年代香港 \| 2010年代香港               |
| 年份： | 1983年香港 \| 1984年香港 \| 1985年香港 \| 1986年香港 \| 1987年香港 \| 1988年香港 \| 1989年香港 \| 1990年香港 \| 1991年香港 |
| 紀年： | 丁卯年（兔年）、香港開埠146周年、香港重光42周年                                                                            |

## 政府

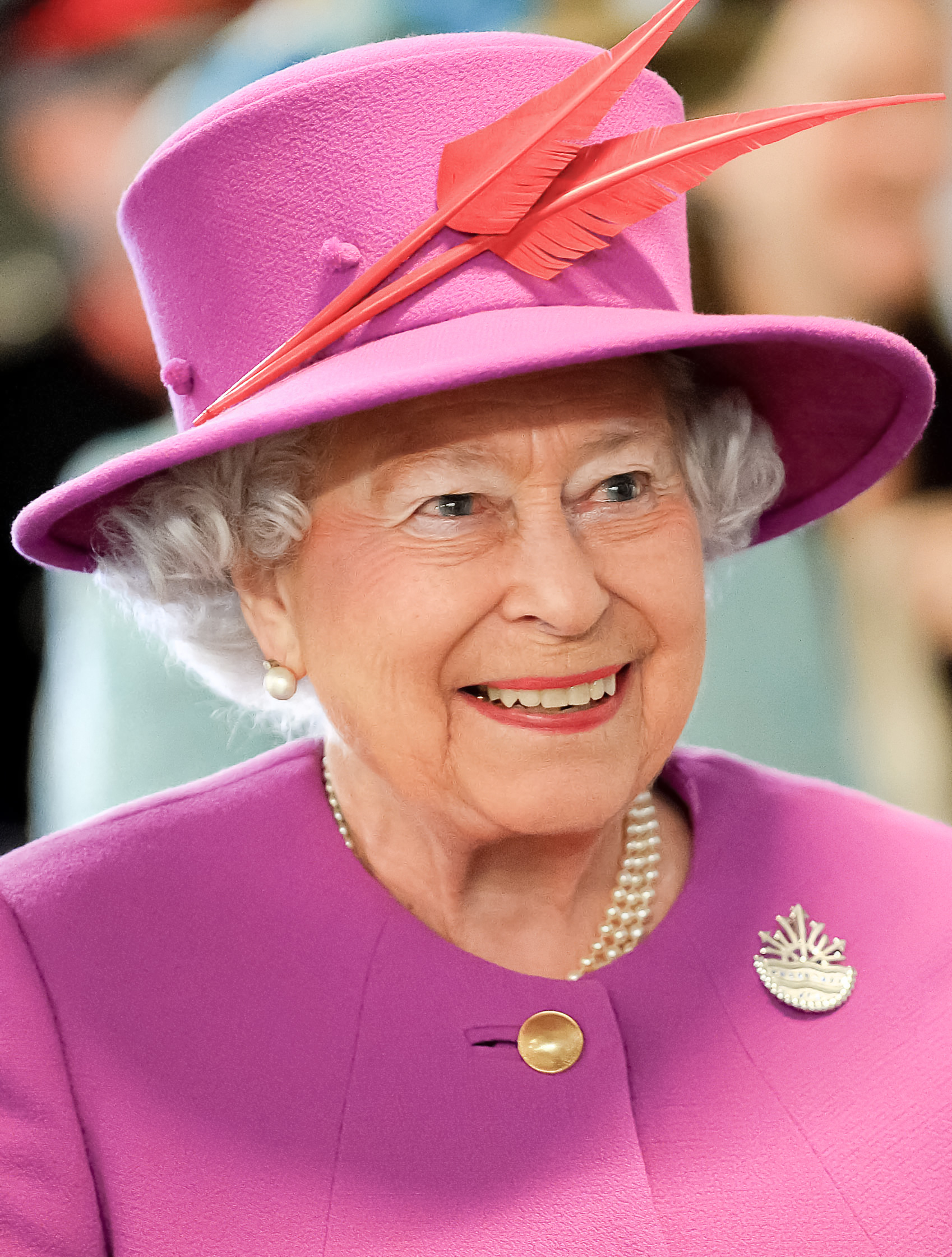
英国君主：伊丽莎白二世
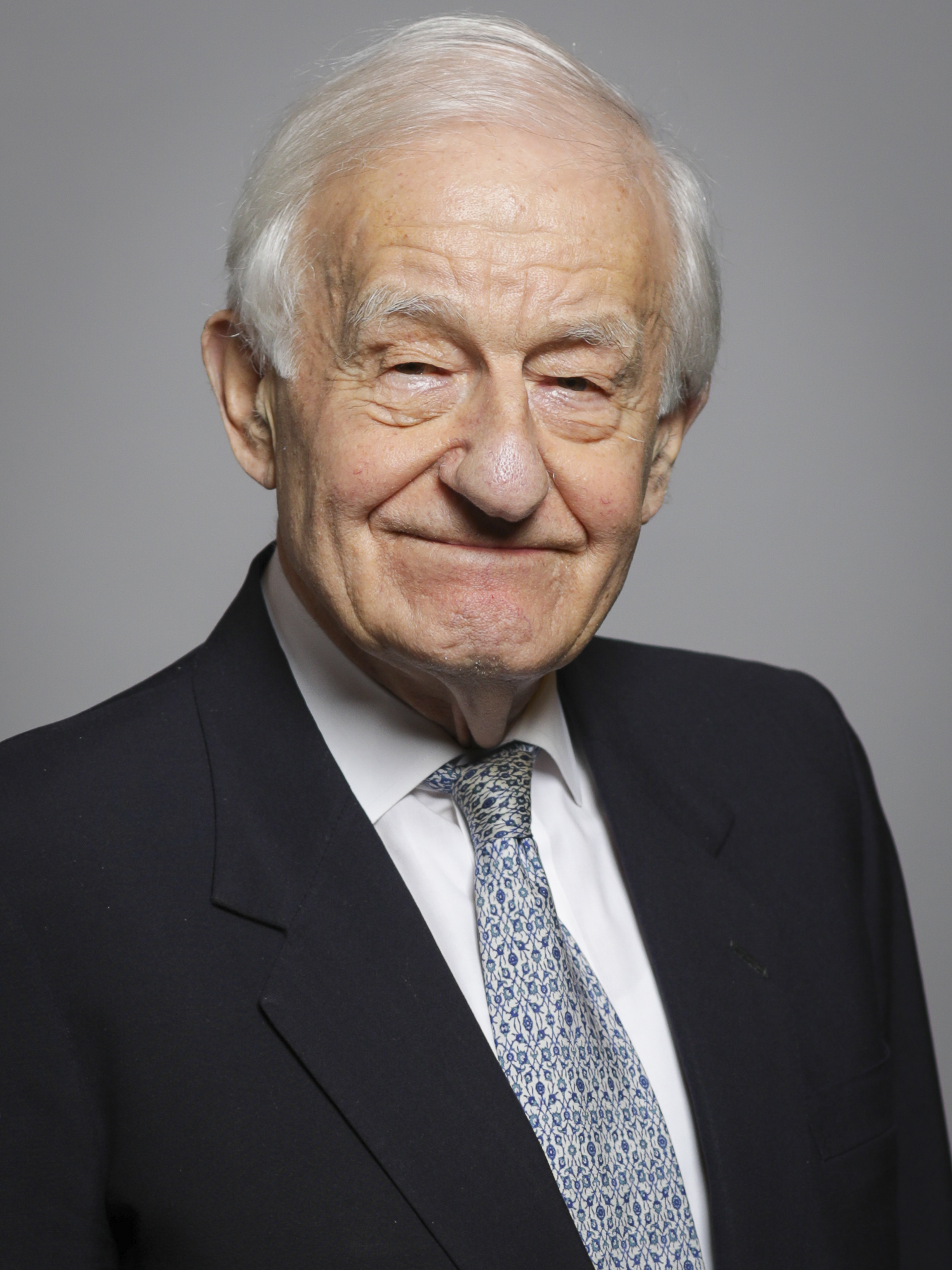
香港總督：衛奕信
布政司：霍德

### 成員變動

香港總督：鍾逸傑（署理結束）
布政司：鍾逸傑（任期屆滿）

## 大事記

### 1月
- 1月14日，九龍城寨展開首期搬遷工程，而此期工程預期在1990年3月16日完成。
- 1月23日，商人莊啟明在美孚新邨停車場被活活打死。

### 2月
- 2月6日，美林邨縱火案，2死3傷，疑兇逃脫。[1]
- 2月11日，城門隧道動工興建。
- 2月19日，來自三大唱片公司的三位少女歌手同日推出唱片，陳慧嫻《貪貪貪》vs林憶蓮《激情》vs林姍姍《痴心》，引發前所未有的「少女碟之戰」。
- 2月20日，恆安邨馬鞍山路與恆康街交界擺賣的馬鞍山村村民果農黃龍俊被警員截查期間襲警，被警員開槍射殺。
- 2月23日，田灣臨時房屋區第6座11室門前，患有神經病的陳姓殺手獸性大發，用潛水刀擺平鄰居男童，其母親亦被殺手威脅要滅口。
- 2月24日，元朗鳳琴街工人掘路時誤鑿天然氣管引起爆炸，3死2傷。[2]
- 2月26日，太子道東近啟德機場車禍，2死1傷。[3]

### 3月
- 3月3日，灣仔軒尼詩道揭發兇殺及自殺案。[4]
- 3月14日，中環渣打銀行大廈展開拆卸重建工程。
- 3月11日，立法局通過《1986公安修訂條例》，旋即釀成軒然大波。

### 4月
- 4月7日，一名女子於前葵涌已婚警察宿舍誘使男友人殺死其丈夫，惟吵醒同屋子女，將他們一同殺死，女子阻止時亦被殺害。
- 4月9日，衞奕信就任香港總督。
- 4月16日，荃灣楊屋道發生四級火，梨木樹消防局消防隊長陳潤良不幸殉職。
- 4月17日，元朗坳頭嚴重車禍，3死3傷。[5]
- 4月20日，北角明園西街揭發兇殺及自殺案。[6]
- 4月23日，紅磡大環山邨揭發兇殺及自殺案。[7]
- 4月27日：
  - 發生械劫案及小巴人質事件，一名持槍匪徒打劫灣仔軒尼詩道道亨銀行後，在駱克道登上一輛小巴脅持車上6人，先後釋放5名人質，最後脅持一名13歲男童頑抗，8小時後經談判專家勸服，人質救出，匪徒就逮。
  - 香港政府宣佈特赦非法入境兒童，並為他們進行登記。翌日即有300人登記。

### 5月
- 5月14日，荃灣路七車連環相撞，2死8傷。[8]
- 5月20日：東區走廊（筲箕灣至柴灣段）動工興建。[9]
- 5月21日，青山公路小巴迎頭撞向雙層巴士，3死27傷。[10]
- 5月27日，香港政府發表《1987年代議政制發展檢討綠皮書》。
- 廉政公署拘捕多名海外信託銀行事件罪犯。

### 6月
- 6月2日，粉嶺美景新邨第11座一單位發現女子陳屍住宅內多日。
- 6月5日，西洋菜街北271至281號新豪大廈九樓B座，戶主、妻子及大舅的屍體被發現。
- 6月9日，油麻地多層停車場九龍重案組辦事處凌晨發生爆炸，無傷亡。[11]
- 6月19日：
  - 尖沙咀中心發生爆炸，1人受傷。[12]
  - 破產管理署接管信輝保險公司，受影響人士超過1500個。[13]

### 7月
- 7月8日，太古城中心發生計時炸彈爆炸，14人受傷。[14]
- 7月15日，金鐘政府合署炸彈爆炸。[15]

### 8月
- 8月10日，大埔工業邨載貨電梯因超載從十樓急墜至地面，造成52人受傷，包括2男50女，無人死亡。[16]
- 8月11日，大埔太和邨及黃大仙竹園北邨建築地盤發生工業意外，2名工人喪生。[17]
- 8月12日，青年伏屍魔鬼山，身中廿多刀頸部見骨頭幾斷。[18]
- 8月13日，葵芳邨瘋漢殺母案。
- 8月19日，屯門山景邨景安樓殺妻，前往處理個案女社工亦被斬傷。[19]
- 8月22日：
  - 鰂魚涌海康街一單位發生雙重兇殺及自殺案。[20]
  - 九龍城嘉林邊道住宅單位一級火警，1死3傷。[21]
  - 香港政府宣佈向越南船民和難民實施「甄別政策」。
- 8月24日，一輛行走81K線的利蘭勝利二型（G418，車牌號碼CU9737）在大涌橋路及沙燕橋交界與一輛客貨車相撞，客貨車其後側翻，一名乘客受傷送院。

### 9月
- 9月1日，一輛行走72X線，往大角咀碼頭方向的利蘭奧林比安（S3BL185，車牌號碼DR3414）在沙田吐露港公路近沙田馬場員工宿舍因收掣不及，撞向因故障而停在慢線的重型貨車，貨車被撞至側翻，巴士車頭及左邊車身被撞穿，造成巴士上2人死亡，26人受傷。九巴其後於年底購入同款巴士時多買一套牌箱較小的車身（Alexander RH車身）進行局部重建，並隨1988年出牌的新車一併重新投入服務。
- 9月8日，建築中中環花園道中國銀行大廈發生工業意外，一名工人墮斃。[22]
- 9月9日，將軍澳隧道動工興建。
- 9月18日，政府成立工作小組，負責開辦3個月期貨事宜。[23]
- 9月19日，九巴採用24座位冷氣小巴行走調景嶺路線。[24]
- 9月27日，民主派人士在維多利亞公園舉行爭取1988年立法局直選集會。

### 10月
- 10月9日，立法局專責小組與核電與資公司開會時，接到通知，發現核電廠一號反應堆地基漏放316支鋼筋。
- 10月10日，兩名剪草工人於旺角火車站附近工作時，遭一輛由九龍總站開出駛往火炭何東樓車廠的無載客列車撞死。[25]
- 10月14日，數千名農民不滿廢物處理(修訂)條例通過，在立法會外遊行及示威。[26]
- 10月17日，
  - 斯里蘭卡裔男子屍體被人棄於洪水橋丹桂村169號對開小路。
  - 元朗上攸田村一間住有多名單身漢的石屋，兩住客發生口角，男子被人以穿心刀殺死。
- 10月20日，香港因股災宣佈停市四天，26日(星期一)復市後恒生指數大跌1,100多點。
- 10月26日，六煞闖彩雲邨酒樓大開殺戒茶客一死一重傷。[27]
- 10月30日，1名休班警於大網仔被一輛貨車撞斃。[28]

### 11月
- 11月8日，大帽山雷達站斜坡探員被殺，雙手有被綑綁痕跡。[29]
- 11月17日，龍鼓灘雙屍案。
- 11月23日，亞視廣播道總台發生4級大火。[30]
- 11月，百多人食含過度農藥甲胺磷菜心後食物中毒，爆發了1987年毒菜事件。

### 全年事蹟
- 香港於1987年處理合共約343萬個標準貨櫃，成爲全球貨櫃吞吐量最大的海港，當中大部分由葵涌貨櫃碼頭處理，香港首次登上貨櫃吞吐量世界第一[31]。

### 節慶
下列節慶，如無註明，均是香港的公眾假期，同時亦是法定假日（俗稱勞工假期）。有 # 號者，不是公眾假期或法定假日（除非適逢星期日或其它假期），但在商業炒作下，市面上有一定節慶氣氛，傳媒亦對其活動有所報導。詳情可參看香港節日與公眾假期。
- 1月1日（星期四）：元旦
- 1月29日（星期四）：農曆年初一
- 1月30日（星期五）：農曆年初二
- 1月31日（星期六）：農曆年初三
- 4月4日（星期六）：兒童節 #
- 4月5日（星期日）：清明節
- 4月6日（星期一）：清明節翌日（補4月5日）
- 4月17日（星期五）：耶穌受難節（是公眾假期，但不是法定假日）
- 4月18日（星期六）：耶穌受難節翌日（是公眾假期，但不是法定假日）
- 4月20日（星期一）：復活節星期一（是公眾假期，但不是法定假日）
- 5月31日（星期日）：端午節
- 6月1日（星期一）：端午節後的周日（補5月31日）
- 6月13日（星期六）：英女皇壽辰（是公眾假期，但不是法定假日）
- 6月15日（星期一）：英女皇壽辰後第一個星期一（是公眾假期，但不是法定假日）
- 8月29日（星期六）：8月份最後一個星期一之前一個星期六（是公眾假期，但不是法定假日）
- 8月31日（星期一）：8月份最後一個星期一為重光紀念日
- 10月7日（星期三）：中秋節 #
- 10月8日（星期四）：中秋節翌日
- 10月31日（星期六）：重陽節、萬聖夜 #
- 12月22日（星期二）：冬至（是法定假日，但不是公眾假期，根據法定假日放假的機構，或會聖誕節放假，冬至不放假。部份機構或會提早下班）
- 12月24日（星期四）：平安夜#（不是公眾假期或法定假日，但部份機構或會提早下班或放假一天）
- 12月25日（星期五）：聖誕節（根據法定假日放假的機構，或會冬至放假，聖誕節不放假）
- 12月26日（星期六）：聖誕節後第一個周日（是公眾假期，但不是法定假日）
- 12月31日（星期四）：公曆除夕# （不是公眾假期或法定假日，但部份機構或會提早下班或放假一天）

## 出生人物
- 2月28日：麥美恩，香港藝人
- 3月10日：陳僖儀，已故歌手
- 4月3日：朱璇，前無線藝員
- 5月6日：湯洛雯，香港藝人
- 6月30日：林夏薇，香港女藝人、演員
- 7月19日：黃紫盈，無線前新聞主播
- 8月16日：林慧韡，香港網絡紅人
- 8月23日：陳庭欣，無線藝員
- 9月23日︰林溢欣，香港中文科補習名師。
- 9月26日：張秀文，無線藝員
- 10月11日：朱希敏，香港前女藝人
- 10月16日：黃山怡，藝名糖妹，香港藝人
- 10月17日：湯怡，香港藝人
- 12月2日：朱晨麗，香港藝人
- 12月31日：林素蔚，香港立法會議員（新界東南）